# Tvrđava Bočac
Bočac (ili stari grad Bočac) je tvrđava u bosanskohercegovačkoj općini Mrkonjić Grad. Izgrađena je početkom 15. stoljeća, a prvi put se spominje u povelji iz 1448. godine.
Nalazi se nedaleko od naselja Bočca i teritorijalno pripada općini Mrkonjić Grad, dok se naselje nalazi na teritoriju Grada Banje Luke. Smještena je na teško pristupačnoj litici na lijevoj obali Vrbasa na cesti Banja Luka - Jajce. Grad je napušten prije 1833. godine. Za vrijeme turske vladavine naknadno je utvrđivan i održavan.